# Wisowa
Wisowa – wieś w Polsce położona w województwie mazowieckim, w powiecie sochaczewskim, w gminie Iłów.
Sołectwo Sewerynów-Wisowa tworzą wsie Sewerynów i Wisowa.
W latach 1975–1998 miejscowość administracyjnie należała do województwa płockiego.